# Namyangju
Namyangju (kor. 남양주시) – miasto w Korei Południowej w prowincji Gyeonggi. W 2005 liczyło 445 543 mieszkańców.